# Get Carter
Cet article concerne le film de 2000. Pour le film de 1972 tiré du même roman et portant le même titre original, voir La Loi du milieu.
Pour plus de détails, voir Fiche technique et Distribution.
Get Carter ou La Loi du Milieu au Québec est un film américain réalisé par Stephen T. Kay et sorti en 2000. Il s'agit d'une remake du film La Loi du milieu (1971) de Mike Hodges.

## Synopsis
Gangster peu scrupuleux, Jack Carter collecte les dettes non payées pour des prêteurs sur gages de Las Vegas. Ce métier correspond à son profil : froid, implacable et précis. Après la mort de son frère Richard dans un accident de voiture, Jack quitte Las Vegas pour retourner à Seattle. Il est apparemment le seul à croire que son décès est un coup monté. Même Gloria, la femme de Richard, sa fille Doreen, ses collègues de travail et les policiers ne voient pas l'intérêt de continuer l'enquête. Jack, lui, est bien décidé à découvrir la vérité et à venger la mort de son frère.

## Fiche technique
Sauf indication contraire, les informations mentionnées dans cette section peuvent être confirmées par la base de données cinématographiques IMDb,  présente dans la section « Liens externes ».
- Titre original et français : Get Carter
- Titre québécois : La Loi du Milieu
- Réalisation : Stephen T. Kay
- Scénario : David McKenna,
- Musique : Tyler Bates et Paul Oakenfold
- Photographie : Mauro Fiore
- Montage : Gerald B. Greenberg
- Décors : Charles Wood
- Costumes : Julie Weiss
- Production : Mark Canton, Neil Canton et Elie Samaha
- Sociétés de productions : Morgan Creek Productions, Franchise Pictures et Turner Entertainment
- Sociétés de distributions : Warner Bros
- Budget : entre 40[1] et 63,6 millions de dollars[2]
- Pays de production :  États-Unis
- Langue originale : anglais
- Genre : thriller
- Durée : 102 minutes
- Dates de sortie : 
  - États-Unis : 6 octobre 2000
  - France : 21 novembre 2001
- Classification :
  - Interdit aux moins de 12 ans lors de sa sortie en France

## Distribution
- Sylvester Stallone (VF : Richard Darbois ; VQ : Pierre Chagnon) : Jack Carter
- Miranda Richardson (VF : Maïté Monceau ; VQ : Élise Bertrand) : Gloria
- Mickey Rourke (VF : Marc Alfos ; VQ : Jean-Marie Moncelet) : Cyrus Paice
- Alan Cumming (VF : Fabien Briche ; VQ : Joël Legendre) : Jeremy Kinnear
- Michael Caine (VF : Dominique Paturel) : Cliff Brumby
- Rachael Leigh Cook (VF : Karine Foviau ; VQ : Camille Cyr-Desmarais) : Doreen
- Rhona Mitra (VF : Mélody Dubos) : Geraldine
- John C. McGinley (VF : Patrick Laplace ; VQ : Jean-Luc Montminy) : Con McCarty
- Johnny Strong : Eddie
- Tyler Labine : Bud
- John Moore : le prêtre
- John Cassini (en) : Thorpey
- Mark Boone Jr. : Jim Davis
- Garwin Sanford (VF : Achille Orsoni) : Les Fletcher
- Tom Sizemore : Les Fletcher (voix non crédité)
- Darryl Scheelar : l'agent de sécurité
- Crystal Lowe et Lauren Lee Smith : les filles
- Rob Lee : Simkins
- Gretchen Mol : Audrey (non créditée)

## Production
Le scénario est inspiré du roman Jack's Return Home de Ted Lewis publié en 1970. Le film sera adapté dès l'année suivante dans La Loi du milieu (1971) de Mike Hodges avec Michael Caine dans le rôle de Jack Carter. Dans cette nouvelle version, Michael Caine endosse cette fois le rôle de Cliff Brumby. Michael Caine justifiera sa présence dans ce film principalement pour pouvoir retravailler avec Sylvester Stallone, 20 ans après À nous la victoire (John Huston, 1981).
Franchise Pictures ne voulait pas de Mickey Rourke, en raison de sa réputation d'acteur ingérable. Son ami Sylvester Stallone parvient finalement à convaincre le studio en garantissant de verser une part de son propre salaire si l'acteur pose d'éventuels problèmes. La production sera finalement ravie de travailler avec Mickey Rourke et fera de nouveau appel à lui pour The Pledge (2001) de Sean Penn.
Le tournage a lieu d'octobre 1999 à janvier 2000 et se déroule dans l'État de Washington (Seattle, Tacoma), à Las Vegas (The Venetian), Los Angeles ainsi qu'en Colombie-Britannique (Vancouver, Furry Creek).

## Accueil

### Critiques
Le film reçoit des critiques globalement négatives dans la presse. Sur l'agrégateur américain Rotten Tomatoes, il ne récolte que 11% d'opinions favorables pour 61 critiques et une note moyenne de 3,7⁄10. Le consensus suivant résume les critiques compilées par le site : « Michael Caine se présente pour percevoir un chèque de paie, tout comme tout le monde dans ce remake copié-collé et médiocre ». Sur Metacritic, il obtient une note moyenne de 24⁄100 pour 20 critiques.
En France, le film obtient une note moyenne de 2,5⁄5 sur le site AlloCiné, qui recense 10 titres de presse.

### Box-office
Le film est un échec cuisant au box-office. Il ne récolte que 19 millions de dollars dans le monde pour un budget estimé entre 40 et 63,6 millions de dollars
| Pays ou région    | Box-office     | Date d'arrêt du box-office | Nombre de semaines |
| ----------------- | -------------- | -------------------------- | ------------------ |
| États-Unis Canada | 14 967 182 $   | 7 décembre 2000            | 9                  |
| France            | 55 654 entrées |                            | -                  |
| Total mondial     | 19 412 993 $   | -                          | -                  |

## Distinctions
Le film reçoit plusieurs nominations mais aucun prix :
- 21e cérémonie des Razzie Awards 2001 : pire acteur pour Sylvester Stallone et pire remake ou suite
- The Stinkers Bad Movie Awards 2000 : pire acteur pour Sylvester Stallone, pire film, pire réalisateur pour Stephen T. Kay et pire remake ou suite
- Taurus World Stunt Awards 2001 : meilleure cascade en voiture